# Fregata typu 054B
Typu 054B (v kódu NATO: třída Jiangkai III) je perspektivní třída raketových fregat Námořnictva Čínské lidové osvobozenecké armády. Podrobnosti o plánovaném počtu plavidel a jejich konfiguraci nebyly zveřejněny. V roce 2023 byla prokázána stavba prvních dvou plavidel této třídy. Prototypová jednotka byla do služby přijata roku 2025.

## Stavba
O probíhající stavbě nového typu fregat se veřejnost dověděla v lednu 2023 ze satelitních snímků. Do stavby fregat se zapojily čínské loděnice Hudong-Zhonghua (HZ) v Šanghaji a Huangpu-Wenchong (HW) v Kantonu, které stavějí i fregaty předchozího typu 054A a jejich deriváty. Oproti nim představují zcela novou konstrukci. Jsou výrazně delší a mají větší výtlak. Prototypová fregata typu 054B byla na vodu spuštěna 26. srpna 2023 v loděnici Hudong-Zhonghua v Šanghaji. Na počátku roku 2024 byla druhá fregata dokončována v loděnici Huangpu-Wenchong, přičemž nebylo známo, že by probíhala stavba nějaké další. Případné stavbě dalších jednotek budou pravděpodobně předcházet podrobné zkoušky úvodního páru.
Jednotky typu 054B:
| Jméno           | Loděnice | Spuštěna       | Zařazena do služby | Status  |
| --------------- | -------- | -------------- | ------------------ | ------- |
| Luo-che (545)   | HZ       | 26. srpna 2023 | 22. ledna 2025     | aktivní |
| Čchin-čou (555) | HW       | 30. října 2023 | březen 2005        | aktivní |

## Konstrukce
Na přídi se nachází 100mm kanón ve stealth dělové věži. Za ním je umístěno 32násobné vertikální odpalovací zařízení H/AKJ-16. Z něj jsou odpalovány protiletadlové řízené střely HQ-16 a raketová torpéda Jü-8. Ve dvou čtyřnásobných kontejnerech jsou umístěny protilodní střely YJ-83. Fregata je vybavena dvěma systémy blízké obrany. Na přídi je jeden 30mm hlavňový systém blízké obrany H/PJ-11 a na střeše hangáru je raketový komplet HQ-10. Další výzbrojí jsou lehká protiponorková torpéda. Na zadní nástavbě jsou též dva vrhače klamných cílů typu 726. Na zádi se nachází přistávací plocha a hangár pro vrtulník Harbin Z-20 nebo bezpilotní prostředky. Pohonný systém je koncepce CODAD. Dva diesely Hudong CS16V270, každý o výkonu 9900 hp, se používají pro ekonomickou plavbu, přičemž v bojové situaci se zapojí další dva diesely stejného typu. Lodní šrouby jsou dva.